# 石篦
石篦（いしべら）は剥片石器の一種で、木や骨の切削や獣皮の皮なめし、一部には土掘りの道具として使われたと考えられるヘラ状の石器。縄文時代早期中葉から晩期まで長期間にわたって存続するが、地域的分布は限定しており、東北地方北部から北海道南部にかけて主に分布し、それ以外の地方での出土は稀である。